# Шампињи сир Об
Шампињи сир Об (фр. Champigny-sur-Aube) насеље је и општина у североисточној Француској у региону Шампањ-Арден, у департману Об која припада префектури Троа.
По подацима из 2011. године у општини је живело 90 становника, а густина насељености је износила 13,41 становника/km². Општина се простире на површини од 6,71 km². Налази се на средњој надморској висини од 85 метара.

## Демографија
| 1962. | 1968. | 1975. | 1982. | 1990. | 1999. | 2011. |
| ----- | ----- | ----- | ----- | ----- | ----- | ----- |
| 58    | 58    | 62    | 66    | 64    | 59    | 90    |

График промене броја становника у току последњих година